# Trope (philosophie)
Pour les articles homonymes, voir Trope.
Les tropes sont des propriétés particulières qui, en métaphysique analytique, sont considérées comme les constituants des objets du monde. Ils s'opposent directement aux universaux qui sont censés être des propriétés (ou des relations) que plusieurs choses peuvent partager, comme le rouge de ce coquelicot et le rouge de cette robe. Le terme est tiré du grec τρόπος (tropos) et du latin tropus, et désigne à l'origine une manière d'être. 
En rhétorique, les tropes sont les figures de pensées et de style qui constituent les éléments du discours.
Pour les partisans des tropes, il est inconcevable qu'une même propriété (le rouge) soit présente en plusieurs lieux différents tout en restant la même : on désignera donc dans ce cas des propriétés singulières (ce rouge de ce coquelicot ; ce rouge de cette robe), à la fois différentes et irréductiblement individuelles, qui ne font jamais que se ressembler qualitativement, sans impliquer l'existence d'une quelconque propriété universelle. Les tropes évitent ainsi le problème d'une propriété commune à divers objets en des lieux différents. 

## Origine et Histoire

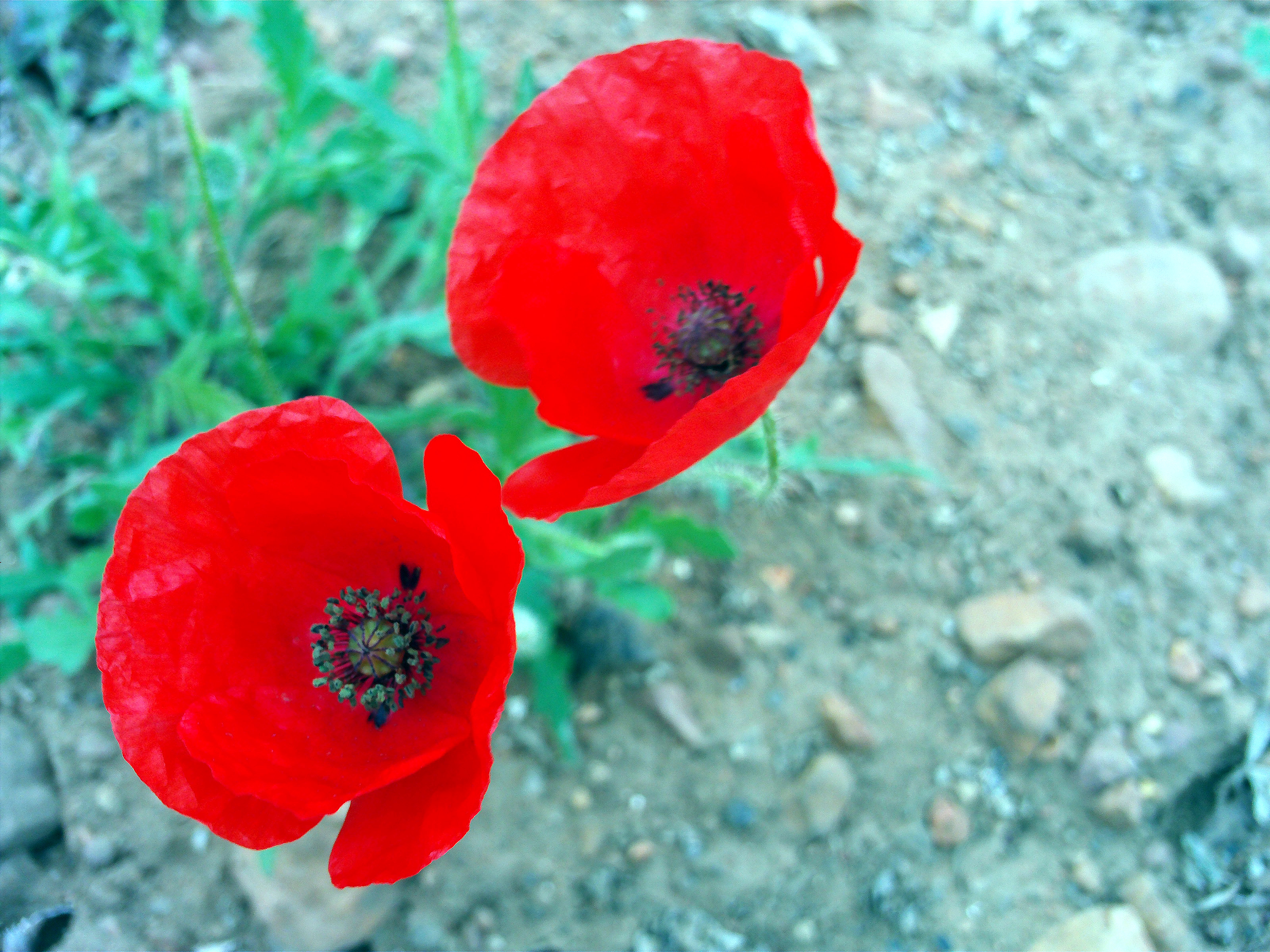
La couleur rouge d'un coquelicot peut-elle être identique à celle d'un autre coquelicot ?

Le terme « trope » s'est imposé dans le vocabulaire philosophique, mais les entités qu'il est supposé désigner ont été qualifiées par divers noms dans l'histoire de la philosophie. Par exemple, on parlait d'accidents individuels dans la scolastique médiévale, à partir de la qualification d'Aristote. Ces entités sont aussi présentes dans la littérature empiriste sans être nommées comme telles : ainsi John Locke, partisan d'une forme de nominalisme, considère que le monde est peuplé de particuliers et de propriétés particulières, et ses « modes » correspondent au concept de trope. 
La littérature plus contemporaine a elle-même utilisé plusieurs termes. P. F. Strawson parlait de « qualités particulières ». Simons, Smith et Mulligan nomment « moments » ce type d'entités, en reprenant un terme de Husserl, et les qualifient comme des particuliers dépendants. 
Le terme « particuliers abstraits » (abstract particulars) a été utilisé pour la première fois par George Frederick Stout dans deux textes de 1921 et 1923 et repris plus récemment par Keith Campbell, et s'il demeure en usage, c'est bien « trope » qui s'est le plus largement imposé à partir d'un article de Donald C. Williams publié en 1953 et intitulé : On the Elements of Being (« Les éléments de l'être »). Le point de départ de ce texte fondateur, qui a suscité de nombreux débats, est l'analyse de la similarité partielle, interprétée comme une similarité parfaite entre des parties. Pour Williams, les tropes sont les seules entités primaires, celles qui constituent « l'alphabet de l'être », tout le reste étant réductible à des agrégats de tropes plus ou moins concrets. Cette conception, appelée « particularisme » ou « tropisme », a ensuite été défendue par d'autres auteurs qui caractérisent les tropes de façon quelque peu différente, tels Campbell, Bacon et Mertz, dans les années 1990.

## Tropes et tropisme
C'est à Donald C. Williams que l'on doit la première formulation moderne de la théorie des tropes. Williams propose d'étendre aux propriétés, comme la couleur d'un objet, ce que nous faisons intuitivement pour les parties des objets et des classes. Lorsque nous disons d'un objet x qu'il est partiellement identique à y, nous exprimons l'idée qu'une partie de x et de y est la même, et qu'une autre partie est différente. Pour Williams, nous devons analyser de façon comparable les propriétés et les objets caractérisés par ces propriétés, en abstrayant dans la relation entre deux propriétés qui se ressemblent (par exemple deux nuances d'une même couleur), ce qui est parfaitement similaire entre elles et ce qui ne l'est pas du tout. Cette thèse constitue le point de départ de sa théorie : 
« C'est dans cette direction que je formule en commençant ainsi mon projet principal ; affirmer de manière à la fois triviale et littérale la chose suivante : dire que a est partiellement similaire à b c'est seulement dire qu'une partie de a est globalement ou entièrement similaire à une partie de b. Ceci est un truisme quand nous l'interprétons relativement aux parties ordinaires, par exemple, les bâtons de sucette. […] Ma proposition est que nous traitions les [similarités les plus fines] exactement de la même manière.»

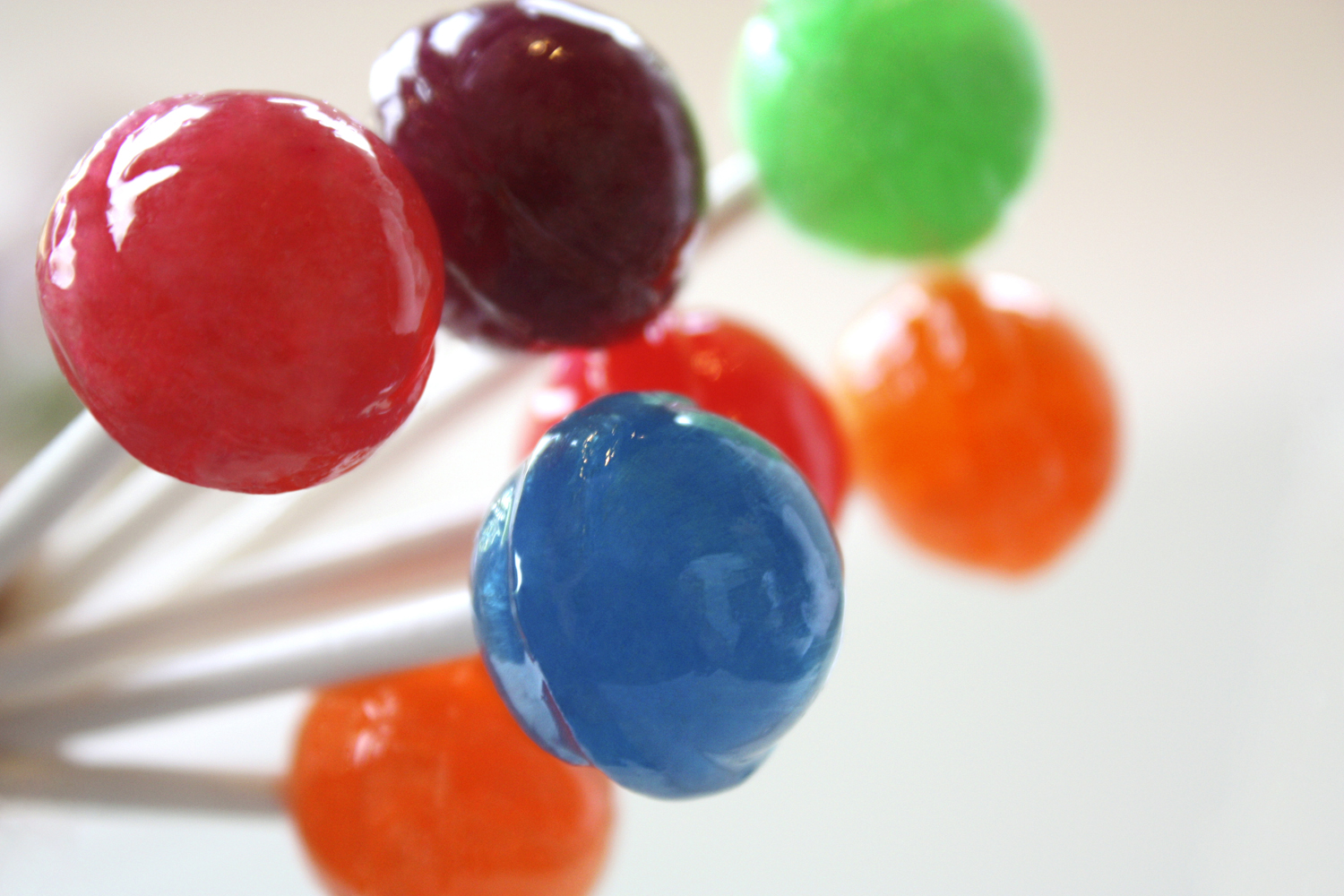
Les sucettes de D. C. Williams, lollipops en anglais, sont devenues un classique de la théorie des tropes concernant la relation de similarité entre les objets.

Ainsi, deux sucettes (l'exemple est de Williams) se ressemblent partiellement parce que, par exemple, elles ont des bâtons théoriquement parfaitement similaires, ce que nous exprimons de manière incorrecte en disant qu'elles ont le même bâton, tandis qu'elles portent une boule de couleur, de forme et d'arôme différents. Cette similarité entre parties n'est toutefois pas parfaite dans la réalité physique et elle doit être analysée en termes d'éléments plus fins que sont les parties ou composants abstraits. Ces propriétés de base sont abstraites parce que nous les abstrayons des êtres particuliers concrets (de cette sucette ou de ce bâton de sucette). Williams soutient en outre qu'elles sont particulières parce que leur localisation est particulière (dans cette sucette ou dans ce bâton de sucette). Ces propriétés sont ainsi désignées comme « particuliers abstraits » (abstract particulars) et sont considérées comme les éléments ontologiquement constitutifs des particuliers concrets. Les tropes ne sont rien d'autre que ces propriétés fondamentales dont la combinaison constitue selon Williams l'ensemble de ce qui existe. Les tropes apparaissent dès lors comme les éléments ou l'« alphabet » de l'être. 
Cette théorie a pour ses partisans l'avantage de proposer ce que Keith Campbell appelle une « ontologie mono-catégorielle », c'est-à-dire une conception de l'être ne faisant appel qu'à une seule catégorie.  Elle se présente aussi comme un compromis entre le nominalisme pour lequel les mots et les concepts ne peuvent référer qu'à des entités particulières, et le réalisme des universaux pour lequel il existe une entité correspondant aux mots et concepts généraux. Les tropes partagent avec les entités particulières postulées par le nominalisme la caractéristique de ne pas pouvoir se trouver en des lieux différents au même moment, mais ils partagent aussi avec les universaux postulés par le réalisme la caractéristique d'être déterminés d'une seule et unique façon (être rouge, être sage, être de charge négative pour une particule élémentaire, etc.). Le théoricien des tropes défend donc une position qui peut être considérée comme intermédiaire selon laquelle un concept est une classe de propriétés individuelles similaires mais non identiques.
Ainsi, dans le cas où la phrase « Socrate est sage » est vraie, le tropiste, à l'instar du nominaliste, considère qu'il n'existe pas de sagesse universelle attribuée à tous les hommes sages (dont Socrate), mais à l'instar du réaliste, il prétend que la sagesse de Socrate existe parfaitement. Contrairement à ces deux rivaux toutefois, le tropiste considère que la sagesse de Socrate est une propriété particulière qui est abstraite de Socrate et qui diffère en ce sens de la sagesse d'un autre homme. La sagesse en général est une classe qui comprend la sagesse de Socrate et toutes les sagesses individuelles qui se ressemblent, sans pour autant inclure les hommes eux-mêmes, qui sont des particuliers concrets. De même, l'humanité en général n'est pas la classe de tous les hommes concrets, mais celle de toutes les humanités individuelles et abstraites, une classe dont les membres ne sont pas Socrate, Platon, etc. mais le trope humain (human trope) en Socrate, le trope humain en Platon, etc.

## Structure tropique du monde
Pour Donald C. Williams, il n'existe que deux manières fondamentales pour les tropes d'être liés l'un à l'autre :
1. La « manière de localisation » qui correspond aux relations externes de « comprésence » (ou « coprésence ») entre les tropes ;
2. La « manière de la similarité » qui correspond aux relations d'implication, internes et nécessaires, entre les tropes.

La localisation ne concerne pas seulement la position relative dans l'espace-temps physique (essentiellement la distance et la direction physiques) ; elle concerne également la position relative de chacune de nos représentations par rapport aux autres. Elle est « externe » au sens logique où « un trope per se n'implique, ni ne nécessite, ni enfin ne détermine sa localisation relativement à n'importe quel trope ». A contrario, la similarité est une relation « interne » au sens logique où « deux tropes étant donnés, il est impliqué, nécessité ou déterminé s'ils sont similaires et en quoi ils sont similaires ». Ces deux types de relations forment la structure « syllabique » de cet « alphabet de l'être » que sont les tropes. Ils « fournissent toutes les relations, tout comme les tropes fournissent les termes. » Autrement dit, tout monde possible, et donc bien sûr celui-ci, est d'après Williams « complètement constitué par ses tropes et leurs connections [sic] de localisation et de similarité. »

Une surface plane est strictement identique à la somme de ses parties.

Pour Williams, les tropes composent les particuliers concrets ou concreta d'une façon qui n'est pas logiquement différente de la façon dont les parties étendues d'une surface la composent. Il faut donc penser ces concreta non pas comme des ensembles (au sens de la théorie des ensembles), avec des caractéristiques différentes de celles de leurs membres, mais comme de simples sommes ou agrégats. Une somme est du même type que ses termes, comme le tout d'une surface est du même type que ses parties. On parle de somme « méréologique » pour qualifier cette relation purement agrégative des parties au tout. Un individu ou concretum est défini par Williams dans cette perspective comme « une somme méréologique de tropes coprésents ».

## Théorie du faisceau
La théorie du faisceau (Trope-Bundle Theory) est la version la plus courante mais aussi la plus radicale de la théorie des tropes. C'est en particulier celle de Donald C. Williams et de Keith Campbell. Les individus ou « particuliers concrets » y sont considérés comme des « faisceaux de tropes » (bundles of tropes), la « coprésence » et la « similarité » (ressemblance exacte) comme des relations constitutives (bundling-relations) de ces faisceaux. Un faisceau de tropes n'est rien d'autre qu'une collection de propriétés particulières qui se maintient dans le temps et qui peut donc se représenter comme un faisceau ou un fagot sur la ligne du temps.
D'après Peter Simons, l'idée selon laquelle les êtres individuels ne sont que des collections ou faisceaux de tropes a été lancée au XVIIIe siècle par George Berkeley pour rendre compte des individus physiques et par David Hume pour rendre compte du Moi.

## Tropes et philosophie de l'esprit
C'est à Donald C. Williams lui-même que l'on doit la première introduction de la notion de trope en philosophie de l'esprit dans son article de 1953. Pour Williams, une douleur est « un trope par excellence ». Il donne l'exemple d'une douleur nocturne, « vive et mystérieuse, dénuée de la conscience d'un contexte ou d'une classification » mais qui est cependant « aussi absolue et implacable que la grande pyramide. » Il considère que les premières expériences du nourrisson nous montrent que, fondamentalement, nous ne faisons l'expérience ni des universaux abstraits (la Rougeur, la Circularité, etc.) ni même des « globalités des particuliers concrets (ma balle, ma mère, et ainsi de suite) » mais bien de particuliers abstraits ou tropes comme cette rougeur, cette circularité, etc. 
Aujourd'hui, François Loth propose une solution au problème de la causalité mentale dans une perspective matérialiste et réductionniste en identifiant les types d'états mentaux (douleurs, désirs, perception des couleurs, etc.) non pas à des propriétés universelles instanciées par des individus, mais à des classes de propriétés individuelles similaires, autrement dit, à des classes de tropes se ressemblant. Une même propriété mentale, considérée ainsi comme un unique trope (la douleur nocturne de Williams par exemple) peut être membre de plusieurs classes de tropes et par conséquent être de types différents : elle restera exactement la même sous ses diverses descriptions. C'est la ressemblance entre les tropes qui permet de déterminer le ou les types auxquels ils appartiennent. Un état de type mental comme la douleur décrite par Williams peut donc tout aussi bien être identifié à un état de type physique, ce qui permet de concevoir la relation entre les phénomènes neurologiques et les phénomènes mentaux non pas comme une relation de causalité (les premiers causant les seconds) mais comme un rapport d'identité. La thèse matérialiste et réductionniste selon laquelle les états mentaux ne sont rien d'autre que des états physico-chimiques se réalisant dans le cerveau est ainsi rendue intelligible.

## Objections et critiques
La théorie des tropes fait l'objet de critiques concernant en particulier la manière dont ils sont connectés ensemble pour constituer une entité. Le lien entre les tropes est en général identifié à une relation dite de comprésence, mais cette conception se heurte à certains problèmes, le plus classique ayant été anticipé par Bertrand Russell dans ses Problèmes de philosophie : il y montre que la connexion ouvre sur une régression à l'infini, ou implique à nouveau un universel. Des réaménagements ont dès lors été tentés, et la théorie fait toujours l'objet d'un fort intérêt.